# Atosibana
A Atosibana, é um composto químico com a designação IUPAC de Ácido 1-(3-mercaptopropanoico)-2-(O-etil-D-tirosina)-4-L-treonina-8-L-ornitina-oxitocina;

Fórmula química C43H67N11O12S2;

Peso molecular: 994.199 g/mol;

Número CAS: 90779-69-4;

Código ATC G02CX01;

PubChem 68613;

DrugBank APRD00590.
A atosibana é um medicamento inibidor dos hormônios oxitocina e vasopressina. É utilizada por via intravenosa para deter a progressão do parto prematuro. Embora estudos iniciais tenham sugerido a sua utilização na forma de aerossol nasal, dispensando a internação hospitalar, não é utilizada nessa formulação.
A Atosibana foi desenvolvida na Suécia e descrita na literatura pela primeira vez em 1985

## Farmacologia
A atosibana é uma modificação química da oxitocina e inibe a ação desse hormônio sobre o útero, o que causa inibição das contrações uterinas, atuando portanto como tocolítico.
Uma revisão de 2005 demonstrou que a atosibana induzia menos efeitos secundários que os tocolíticos previamente disponíveis, como a ritodrina e outros betamiméticos.
mas não oferecia vantagens em relação ao placebo. Além disso, demonstrou-se que causava piores resultados no feto. Revisões de vários estudos concluíram que o nifedipino é mais promissor na inibição das contrações uterinas durante o parto prematuro.
A atosibana, sob o nome comercial de Tractocile®, contém um peptídeo sintético antagonista competitivo dos receptores da oxitocina humana. Demonstrou-se também a sua união aos receptores da vasopressina e, através desse mecanismo, a inibição do efeito da vasopressina. O Tractocile®, nas doses recomendadas, antagoniza as contrações uterinas e induz o estado de repouso uterino. As contrações uterinas são significativamente reduzidas em 10 minutos e atingem um estado de repouso uterino estável por 12 horas. O medicamento demonstrou ser uma terapia adequada para o tratamento lda ameaça de parto prematuro, por sua eficácia e seu perfil de segurança, tendo apresentado poucos eventos adversos fetais e maternos.

## Tratamento
O tratamento com atosibana deve ser iniciado e mantido por um médico especialista, com experiência no tratamento de partos prematuros, e é realizado em três etapas: uma dose inicial de 0,9 ml (6,75 mg) em bolus, seguida imediatamente de uma dose elevada em infusão contínua (infusão de ataque de 300 microgramas/min) durante 3 horas de atosibana em solução concentrada para infusão de 7,5 mg/ml, seguida de uma dose menor de manutenção (infusão de manutenção, 100 microgramas/ml) por até 45 horas. A duração do tratamento não deve exceder 48 horas. A dose total administrada durante um ciclo completo de tratamento não deve superar, preferencialmente, 330 mg do princípio ativo.